# Бойе, Лукас
Лу́кас Ариэ́ль Бойе́ (исп. Lucas Ariel Boyé; родился 28 февраля 1996 года, Сан-Грегорио, Аргентина) — аргентинский футболист, нападающий клуба «Гранада» и сборной Аргентины.

## Клубная карьера
Бойе — воспитанник клуба «Ривер Плейт». 11 августа 2014 года в матче против «Химнасия Ла-Плата» он дебютировал в аргентинской Примере. 1 сентября в поединке против «Сан-Лоренсо» Лукас забил свой первый гол за «Ривер». В своём первом сезоне он стал обладателем Суперкубка Аргентины, а также завоевал Южноамериканский кубок. В 2015 году Бойе выиграл в клубом Рекопу Южной Америки и Кубок Либертадорес.
Летом Лукас на правах аренды перешёл в «Ньюэллс Олд Бойз». 13 сентября в матче против «Росарио Сентраль» он дебютировал за новый клуб. 29 сентября в поединке против «Эстудиантеса» Бойе забил свой первый гол за «бойз».
В начале 2016 года Лукас подписал контракт с итальянским «Торино», который вступит в силу летом. Летом Бойе присоединился к туринскому клубу. 21 августа в матче против «Милана» он дебютировал в итальянской Серии A, заменив во втором тайме Адема Ляича. 28 мая 2017 года в поединке против «Сассуоло» Лукас забил свой первый гол за «Торино». С 2018 года Лукас Бойе отправлялся играть в такие клубы как «Сельта», «АЕК (Афины)», «Рединг» и «Эльче», где он находился на правах аренды.
В мае 2021 года футболист был выкуплен испанским клубом «Эльче».
30 августа 2023 года футболист подписал четырехлетний контракт с «Гранадой». Сумма трансфера составила 7 млн. евро.

## Достижения
Командные
 «Ривер Плейт»
- Обладатель Южноамериканского кубка — 2014
- Обладатель Рекопы Южной Америки — 2015
- Обладатель Кубка Либертадрес — 2015
- Обладатель Суперкубка Аргентины — 2014